# Konofit

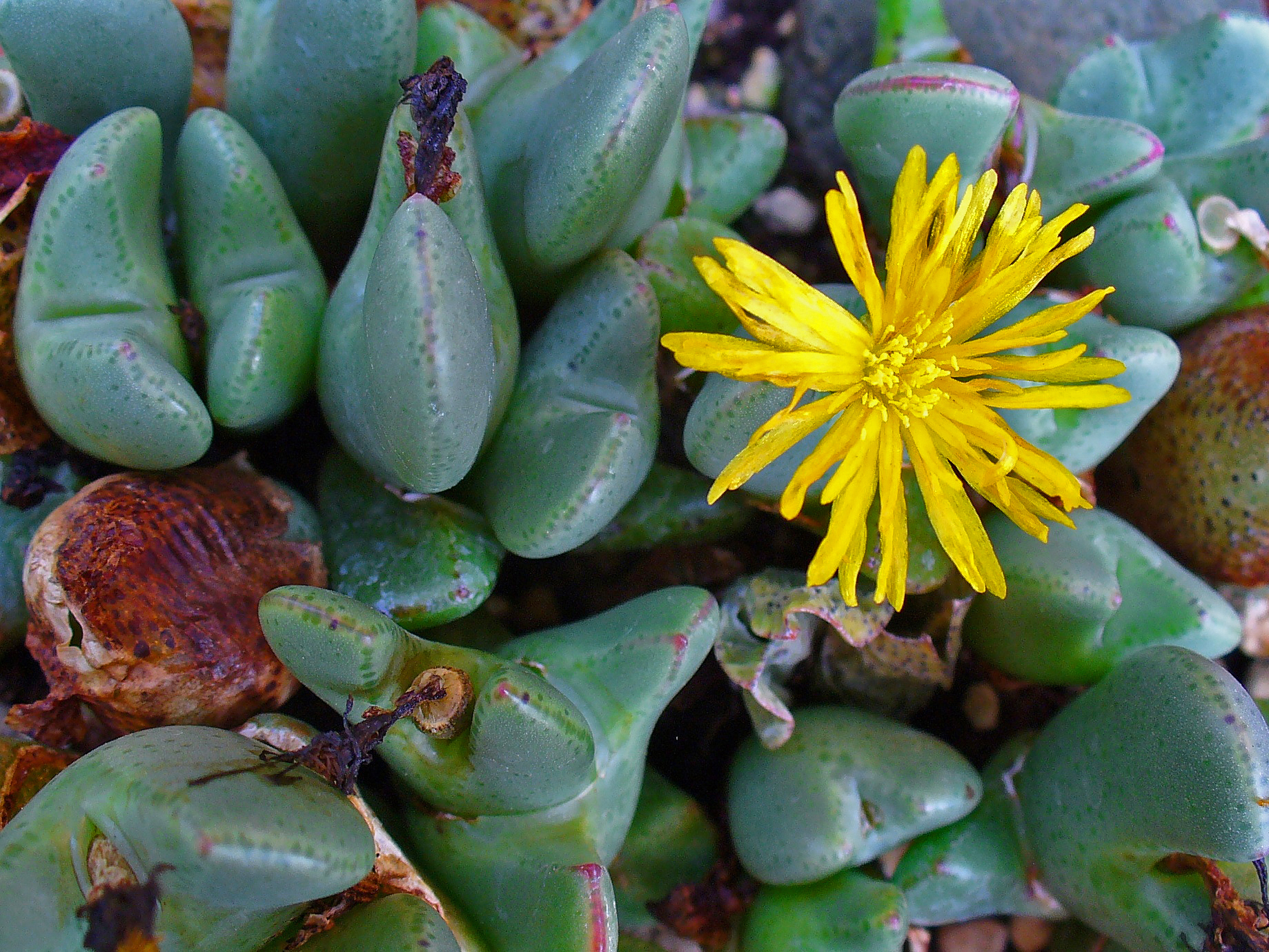
Conophytum obscurum

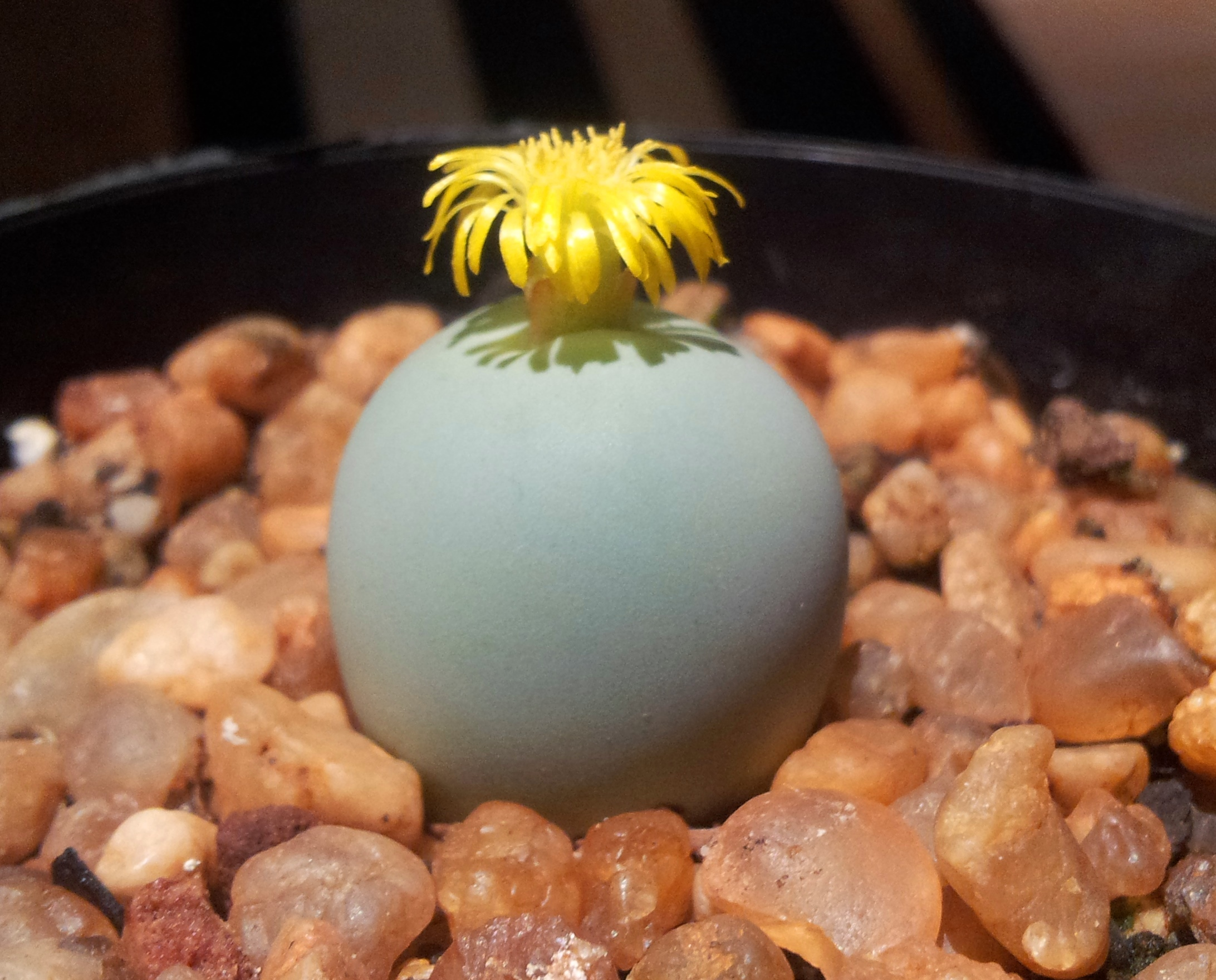
Conophytum calculus

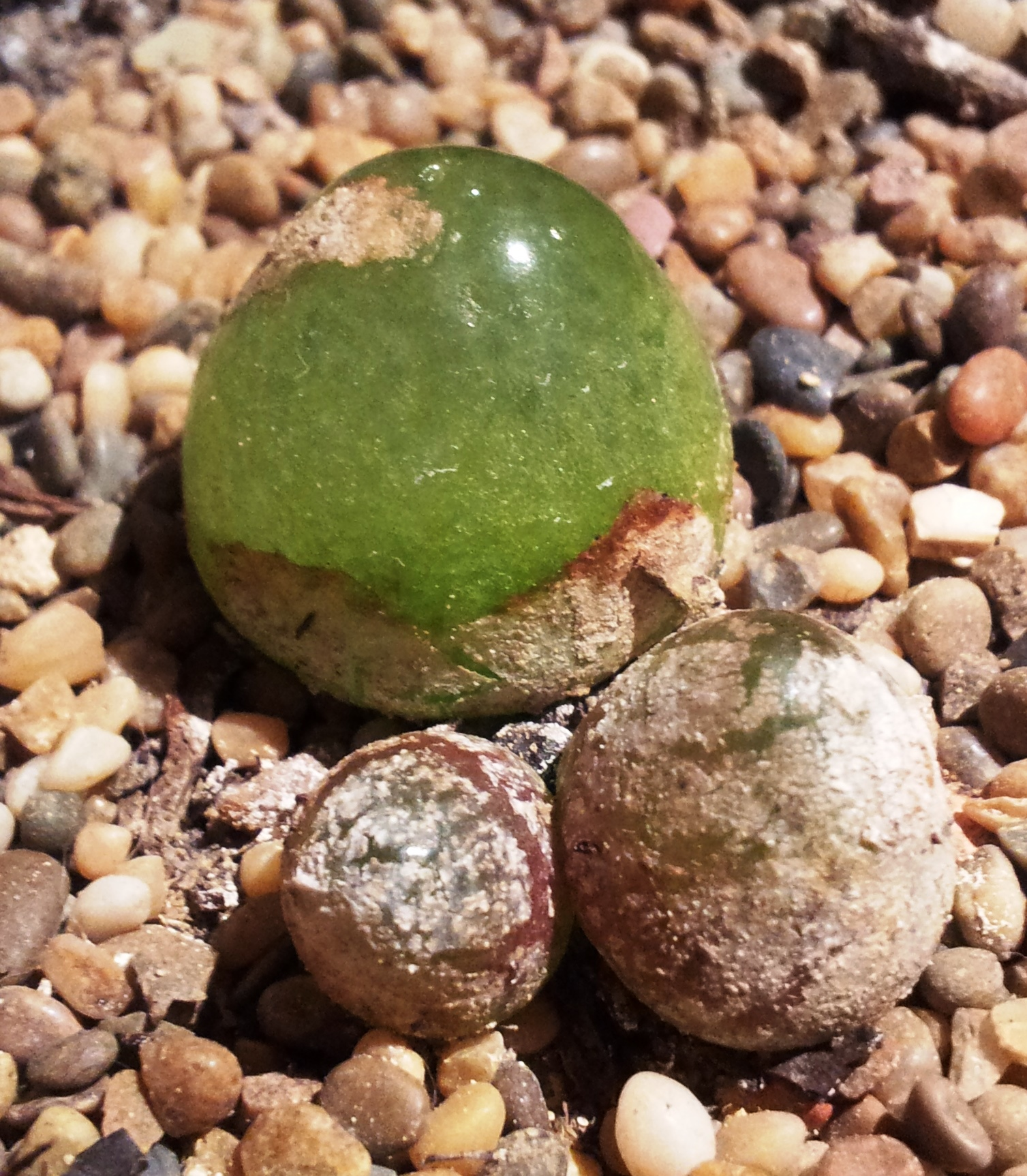
Conophytum burgeri

Konofit (Conophytum) – rodzaj roślin z rodziny pryszczyrnicowatych (Aizoaceae). Opisano około 300 gatunków z tego rodzaju, ale współcześnie uznawanych jest około 100 (103 według Plants of the World). Występują one w północno-zachodniej części południowej Afryki – w Namibii i RPA (centrum zróżnicowania w Namaqualand i Richtersveld). Są to sukulenty rosnące na suchych, skalistych siedliskach w obszarach, gdzie niewielkie deszcze padają tylko w okresie zimowym. Zasiedlają najczęściej szczeliny skalne na szczytach i zboczach wzniesień, czasem porastają lite powierzchnie skalne. W okresie suszy, trwającej zwykle 6 do 7 miesięcy, wchodzą w fazę spoczynku pozornie zamierając lub zamiera zewnętrzna para liści tworząca z czasem papierzastą osłonę wokół rozwijających się w centralnej szczelinie dwóch nowych liści. Rośliny te zakwitają po zakończeniu pory suchej, wydzielając nocą często intensywny zapach. Duża liczba gatunków ma bardzo ograniczony zasięg występowania, a ich siedliska są niszczone m.in. z powodu działalności górniczej. Wielu przedstawicieli rodzaju to w efekcie gatunki zagrożone.
Ze względu na oryginalny pokrój wiele gatunków uprawianych jest jako rośliny ozdobne i w kolekcjach. W uprawie wymagają gleby mineralnej, przepuszczalnej, silnie słonecznego stanowiska, bardzo źle znoszą nadmiar wilgoci. W okresie od kwietnia do sierpnia nie należy tych roślin podlewać wcale (sygnałem do rozpoczęcia ostrożnego podlewania jest z reguły pojawienie się pąków kwiatowych).

## Morfologia

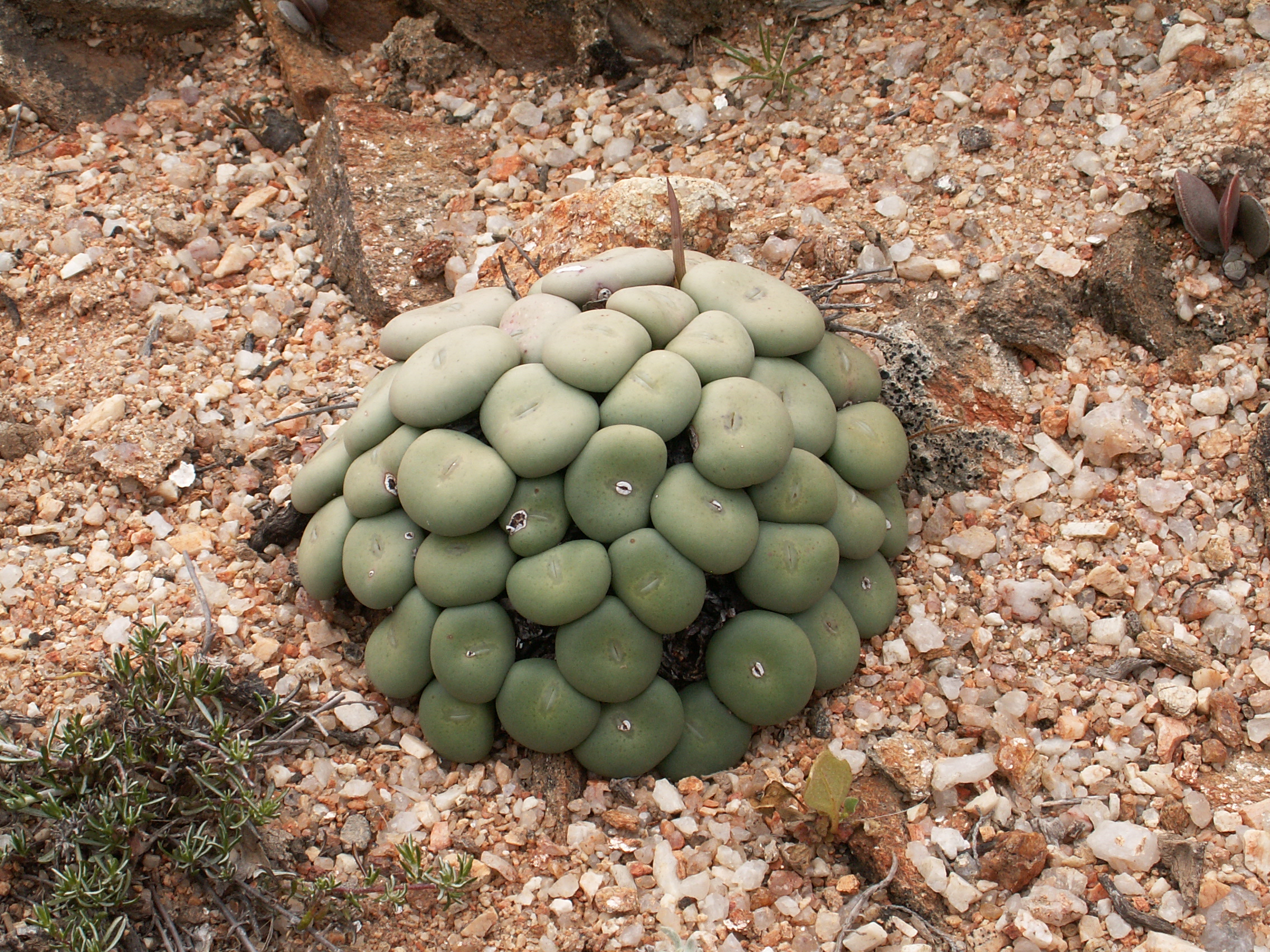
Conophytum wettsteinii

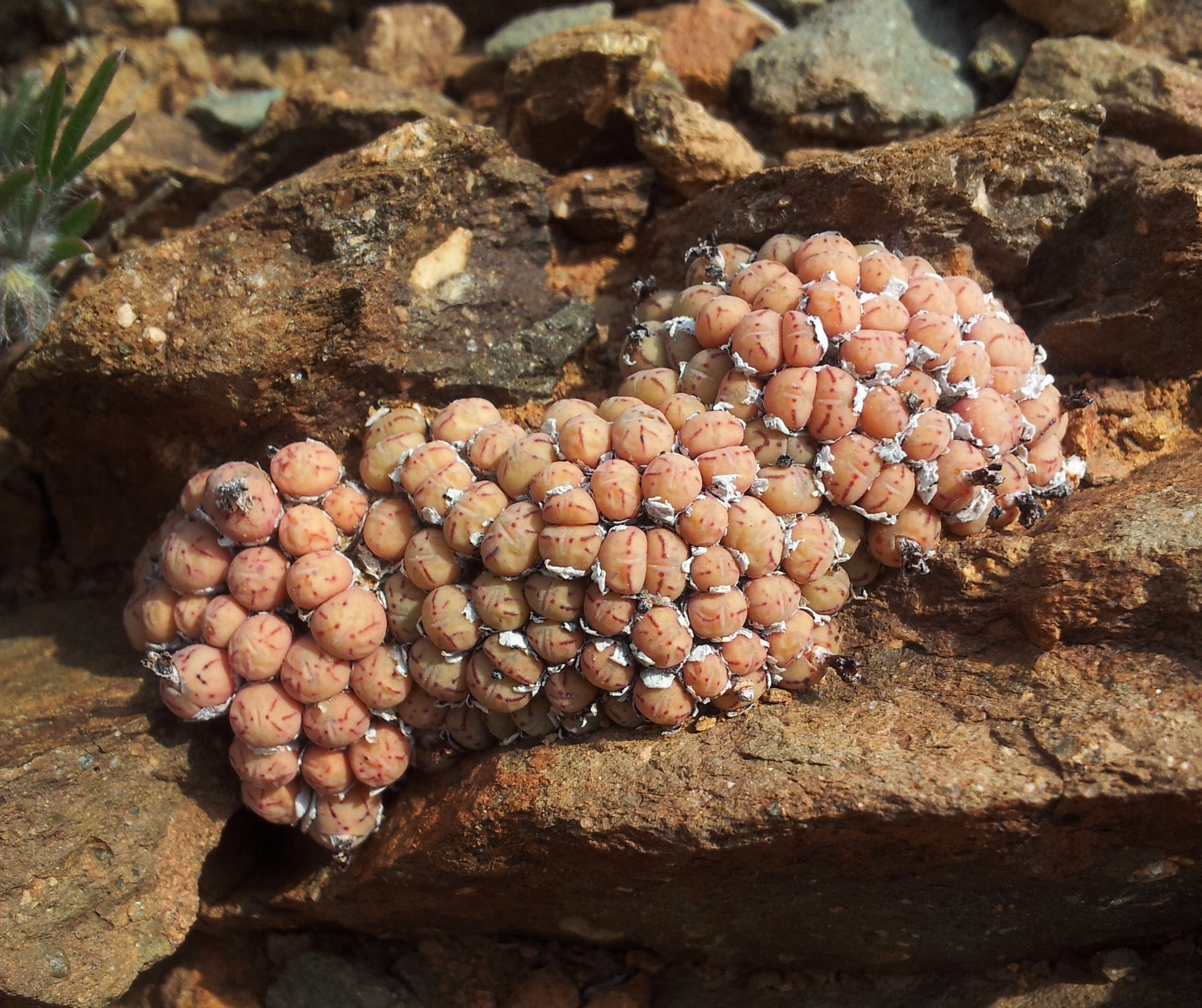
Conophytum minimum

PokrójRośliny o skróconym pędzie zagłębionym w podłożu składające się z pary w różnym stopniu zrośniętych liści, czasem niemal całkowicie złączonych i przybierających formę kulistą lub nieco spłaszczonych dysków, często liście są tylko stulone, ale bywają też o końcach liści wyciągniętych i rozłożonych na boki. Najmniejsze rośliny osiągają tylko 6 mm wysokości i średnicy, a największe do 5 cm wysokości i szerokości. Niektóre rosną pojedynczo, ale większość przedstawicieli rodzaju tworzy mniej lub bardziej gęste kępy i płaty składające się z setek roślin. Rośliny te bywają jednolicie zielone lub szarozielone, ale często na ich powierzchni występują czerwonawe lub fioletowe, plamiaste lub liniowe wzory, bywają też gatunki w całości tak zabarwione. Czasem szczytowa część roślin jest przejrzysta.
KwiatyRozwijają się zwykle pojedynczo w szczelinie między liśćmi. Działek kielicha jest od czterech do sześciu. Płatki korony są liczne, z reguły jaskrawo zabarwione, zwykle żółte lub fioletowe. Zalążnia 4- do 8-komorowa, dolna.
OwoceTorebki podzielone na 4–8 komór.

## Systematyka
Pozycja systematyczna
Przedstawiciel rodziny pryszczyrnicowatych (Aizoaceae), w obrębie której zaliczany jest do podrodziny Ruschioideae i plemienia Ruschieae. W różnych ujęciach do tego rodzaju włączany jest rodzaj Ophthalmophyllum lub jest on wyodrębniany. Najbliższym, siostrzanym rodzajem jest Cheiridopsis.
Wykaz gatunków
- Conophytum achabense S.A.Hammer
- Conophytum acutum L.Bolus
- Conophytum albiflorum (Rawé) S.A.Hammer
- Conophytum angelicae (Dinter & Schwantes) N.E.Br.
- Conophytum antonii S.A.Hammer
- Conophytum armianum S.A.Hammer
- Conophytum auriflorum Tischer
- Conophytum bachelorum S.A.Hammer
- Conophytum bicarinatum L.Bolus
- Conophytum bilobum (Marloth) N.E.Br.
- Conophytum blandum L.Bolus
- Conophytum bolusiae Schwantes
- Conophytum breve N.E.Br.
- Conophytum brunneum S.A.Hammer
- Conophytum bruynsii S.A.Hammer
- Conophytum burgeri L.Bolus
- Conophytum buysianum A.R.Mitch. & S.A.Hammer
- Conophytum calculus (A.Berger) N.E.Br.
- Conophytum caroli Lavis
- Conophytum carpianum L.Bolus
- Conophytum chauviniae (Schwantes) S.A.Hammer
- Conophytum chrisocruxum S.A.Hammer
- Conophytum chrisolum S.A.Hammer
- Conophytum comptonii N.E.Br.
- Conophytum concavum L.Bolus
- Conophytum confusum A.J.Young, Rodgerson, S.A.Hammer & Opel
- Conophytum crateriforme A.J.Young, Rodgerson, Harrower & S.A.Hammer
- Conophytum cubicum Pavelka
- Conophytum × cupreiflorum Tischer
- Conophytum depressum Lavis
- Conophytum devium G.D.Rowley
- Conophytum ectypum N.E.Br.
- Conophytum ernstii S.A.Hammer
- Conophytum ficiforme (Haw.) N.E.Br.
- Conophytum flavum N.E.Br.
- Conophytum fraternum (N.E.Br.) N.E.Br.
- Conophytum friedrichiae (Dinter) Schwantes
- Conophytum frutescens Schwantes
- Conophytum fulleri L.Bolus
- Conophytum globosum (N.E.Br.) N.E.Br.
- Conophytum halenbergense (Dinter & Schwantes) N.E.Br.
- Conophytum hammeri G.Will. & H.C.Kenn.
- Conophytum hanae Pavelka
- Conophytum herreanthus S.A.Hammer
- Conophytum hians N.E.Br.
- Conophytum hyracis S.A.Hammer
- Conophytum irmae S.A.Hammer & Barnhill
- Conophytum jarmilae Halda
- Conophytum joubertii Lavis
- Conophytum jucundum (N.E.Br.) N.E.Br.
- Conophytum klinghardtense Rawé
- Conophytum limpidum S.A.Hammer
- Conophytum lithopsoides L.Bolus
- Conophytum loescheanum Tischer
- Conophytum longibracteatum  L.Bolus
- Conophytum longum N.E.Br.
- Conophytum luckhoffii Lavis
- Conophytum lydiae (H.Jacobsen) G.D.Rowley
- Conophytum marginatum Lavis
- Conophytum × marnierianum Tischer & H.Jacobsen
- Conophytum maughanii N.E.Br.
- Conophytum meyeri N.E.Br.
- Conophytum minimum (Haw.) N.E.Br.
- Conophytum minusculum (N.E.Br.) N.E.Br.
- Conophytum minutum (Haw.) N.E.Br.
- Conophytum mirabile A.R.Mitch. & S.A.Hammer
- Conophytum obcordellum (Haw.) N.E.Br.
- Conophytum obscurum N.E.Br.
- Conophytum pageae (N.E.Br.) N.E.Br.
- Conophytum pellucidum Schwantes
- Conophytum phoeniceum S.A.Hammer
- Conophytum piluliforme (N.E.Br.) N.E.Br.
- Conophytum pium S.A.Hammer
- Conophytum praesectum N.E.Br.
- Conophytum pubescens (Tischer) G.D.Rowley
- Conophytum pubicalyx Lavis
- Conophytum quaesitum (N.E.Br.) N.E.Br.
- Conophytum ratum S.A.Hammer
- Conophytum reconditum A.R.Mitch.
- Conophytum regale Lavis
- Conophytum ricardianum Losch & Tischler
- Conophytum roodiae N.E.Br.
- Conophytum rubrolineatum Rawé
- Conophytum rugosum S.A.Hammer
- Conophytum saxetanum (N.E.Br.) N.E.Br.
- Conophytum schlechteri Schwantes
- Conophytum semivestitum L.Bolus
- Conophytum smaleorum Rodgerson & A.J.Young
- Conophytum smorenskaduense  de Boer
- Conophytum stephanii Schwantes
- Conophytum stevens-jonesia num L.Bolus
- Conophytum subfenestratum Schwantes
- Conophytum subterraneum Smale & T.Jacobs
- Conophytum swanepoelianum Rawé
- Conophytum tantillum N.E.Br.
- Conophytum taylorianum (Dinter & Schwantes) N.E.Br.
- Conophytum truncatum (Thunb.) N.E.Br.
- Conophytum turrigerum (N.E.Br.) N.E.Br.
- Conophytum uviforme (Haw.) N.E.Br.
- Conophytum vanheerdei Tischer
- Conophytum velutinum Schwantes
- Conophytum verrucosum (Lavis) G.D.Rowley
- Conophytum violaciflorum Schick & Tischer
- Conophytum wettsteinii (A.Berger) N.E.Br.
- Conophytum youngii Rodgerson